# Spot on news
Die spot on news GmbH ist eine Nachrichtenagentur mit Schwerpunkt auf Unterhaltungs- und Lifestyle-Themen. Gegründet wurde sie im Jahr 2012 als Schwesterunternehmen der 2013 eingestellten Nachrichtenagentur dapd. Am 24. September 2012 nahm sie offiziell ihren Betrieb auf. Ihren Sitz hat sie in München.

## Firmierung und Ausgründungen
Seit April 2022 ist das Unternehmen eine Gesellschaft mit beschränkter Haftung (Deutschland). Zuvor war es – seit 1. Juli 2014 – eine Aktiengesellschaft. Zeitgleich wurde damals die Vermarktungstochter Airmotion Media GmbH gegründet.

## Dienste und Produkte
Der ausschließlich deutschsprachige Nachrichtenfeed von spot on news umfasst rund 1.000 bebilderte Meldungen pro Monat mit durchschnittlich 200 Wörtern aus den Ressorts People, Royals, Musik, Kino, TV, Lifestyle, Buch, Digital, Auto, Ratgeber und Reisen. Zusätzlich liefert die Agentur Foto-Galerien/Bildstrecken.
Außerdem bietet spot on news ein tägliches Audio-Format zu Unterhaltungs- und Lifestyle-Themen.
Seit Juli 2015 produziert die Agentur Video-Meldungen „aus den Themenbereichen People, Virales, Kurioses und Lifestyle“. Mittlerweile werden auch klassischen Nachrichtenbereiche wie Politik, Sport, Panorama und Wirtschaft abgedeckt.
Die Dienste können wahlweise durch Bezahlung einer pauschalen Monatsgebühr bezogen werden oder auf Revenue-Share-Basis unter Einbeziehung von Programmen aus den Bereichen Online-Video-Advertising, Affiliate-Marketing und Content-Marketing.

## Kundenstruktur
Zu den Kunden gehören überwiegend Internetportale oder Online-Auftritte von deutschen Verlagen oder Tageszeitungen und Zeitschriften. Nach eigenen Angaben erreichen die Kunden der Agentur monatlich mehr als 180 Mio. Unique-User.